# Ryan Whiting
Ryan Keith Whiting (* 24. listopadu 1986, Harrisburg, Pensylvánie, USA) je americký atlet, halový mistr světa ve vrhu koulí.

## Kariéra
V roce 2005 získal dvě medaile na panamerickém mistrovství juniorů v kanadském Windsoru, když ke zlatu ve vrhu koulí přidal stejný kov také v hodu diskem.
Na Mistrovství světa v atletice 2011 v jihokorejském Tegu obsadil ve finále výkonem 20,75 m 7. místo.

### Halové MS 2012
Největší úspěch své kariéry zaznamenal v roce 2012 na halovém MS v Istanbulu, kde vybojoval výkonem rovných 22 metrů zlatou medaili. Stříbro získal Němec David Storl, který až do páté série vedl výkonem 21,88 m a bronz v národním rekordu Polák Tomasz Majewski (21,72 m). Zároveň se Whiting stal devátým koulařem v historii, který v hale překonal tuto hranici. Totéž dříve dokázali především Whitingovo krajané, George Woods, Reese Hoffa, Christian Cantwell, Adam Nelson a Randy Barnes, který drží halový světový rekord 22,66 m od 20. ledna 1989. Vrh dlouhý přes dvaadvacet metrů předvedli dále Fin Mika Halvari, Švýcar Werner Günthör a několikrát také Němec Ulf Timmermann, držitel halového evropského rekordu (22,55 m).

### Osobní rekordy
- hala – 22,00 m – 9. března 2012, Istanbul
- venku – 21,97 m – 12. června 2010, Eugene